# 肥後大道駅
肥後大道駅（ひごだいどうえき）は、かつて熊本県山鹿市古閑付近にあった山鹿温泉鉄道の駅（廃駅）である。一度廃止され、その後復活した後、再び廃止された。

## 歴史
- 1928年（昭和03年）8月：鹿本鉄道の駅として開業[1]。
- 1933年（昭和08年）8月：ガソリン客車運休に伴い事実上の休止[1]。
- 1937年（昭和12年）4月：書類上も正式に廃止[1]。
- 1952年（昭和27年）8月：復活[1]。
- 1965年（昭和40年）2月4日：全線廃止に伴い廃止。

## 駅構造
1面1線のホームを持つ地上駅。

## 利用状況
1933年（昭和3年）8月当時の鹿本鉄道のダイヤでは、上下線それぞれ15本/日の定期列車が運行されていた。そのうち上下ともに4本ずつの列車が当駅を通過していた。

## 駅周辺
- 熊本県道330号熊本山鹿自転車道線（鉄道廃線転用道路）

## 現在
- 駅の遺構は残っていない。
- 線路跡は自転車道に転用され、駅名標を模した標識が建てられている。

## 隣の駅
山鹿温泉鉄道
山鹿温泉鉄道線
肥後白石駅 - 肥後大道駅 - 山鹿駅